# Volo Malév 262
Il volo Malév Hungarian Airlines 262 era un volo partito dall'Aeroporto di Budapest-Ferihegy e diretto all'aeroporto internazionale di Salonicco. Il 4 luglio 2000 il Tupolev Tu-154 che operava il volo, appartenente alla Malév Hungarian Airlines, ha dovuto effettuare un atterraggio di fortuna alla sua destinazione finale di Salonicco, sbandando sulla pista, ma è stato in grado di decollare e atterrare normalmente dopo una riattaccata. Non sono stati segnalati feriti.

## Prima dell'incidente
L'aereo normalmente utilizzato su questa rotta era un Boeing 737-300. Tuttavia, il giorno dell'incidente, l'aereo previsto (codice di registrazione HA-LES) aveva un problema al motore ed era stato sostituito all'ultimo minuto con un Tupolev Tu-154, codice di registrazione HA-LCR.
Dopo un breve volo da Budapest, il Tupolev inizia la discesa verso Salonicco-Macedonia in condizioni meteorologiche molto buone. La traiettoria di volo seguiva le montagne e a volte era a soli 100 m (330 piedi) sopra le cime delle colline. Il sistema di allarme di prossimità al suolo (GPWS), rilevando un'altezza così bassa, inizia ad avvertire in continuazione l'equipaggio di abbassare il carrello. Disturbati dal suono continuo dell'allarme, i piloti lo spengono.
L'aereo si stava avvicinando a Salonicco senza problemi apparenti, anche se più velocemente del solito. A causa di ciò il suo avvicinamento finale comincia prima del previsto. In quel momento, la pista 28 era occupata da un Boeing 757, autorizzato al decollo. Il pilota al comando del Tupolev decise di non abbassare il carrello d'atterraggio e di effettuare una riattaccata.
Tuttavia, nel preciso momento in cui il 757 iniziò la corsa al decollo, il capitano decise di atterrare. A causa di limiti di tempo estremi, l'equipaggio non aveva avuto abbastanza tempo per leggere la check-list pre-atterraggio. Con il GPWS disattivato, solo il personale della torre di controllo poteva avvertire l'equipaggio che il carrello era ancora sollevato. Tuttavia, poiché il Tupolev aveva già ricevuto l'autorizzazione all'atterraggio, i controllori della torre erano impegnati col 757.

## Primo tentativo d'atterraggio
Quando il Tupolev si avvicinò, il capitano Peter "Trenky" Trenkner, seduto nel suo aereo sul piazzale, notò che il Tupolev in fase di atterraggio, non aveva il carrello esteso. Gridò più volte alla radio: "Riattaccata, Malev, riattaccata!" (udibile sul CVR).
Il capitano del Malév 262 si accorge del problema e ordina immediatamente una riattaccata. È stato applicato il massimo dell'accelerazione, ma, poiché i motori a reazione reagiscono lentamente, l'aereo ha continuato la sua discesa e colpendo la pista a una velocità di 300 km/h (190 mph; 160 kn). Il Tupolev ha slittato sulla pista per 650 m (2.130 piedi). All'avviamento dei motori il Tu-154 si solleva da terra per poi riprendere il volo e scendere in maggiore sicurezza.
Il volo Malév 262 sale a 1.000 m (3.300 piedi) per poi tentare di estendere il carrello d'atterraggio. L'aeroporto è stato chiuso e l'aereo ha compiuto un avvicinamento poco sopra la torre di controllo con il carrello abbassato prima di tentare nuovamente di scendere a terra. Dopo l'atterraggio iniziale e il decollo, il Tupolev è rimasto in volo per altri 16 minuti e 20 secondi.

## Secondo tentativo d'atterraggio

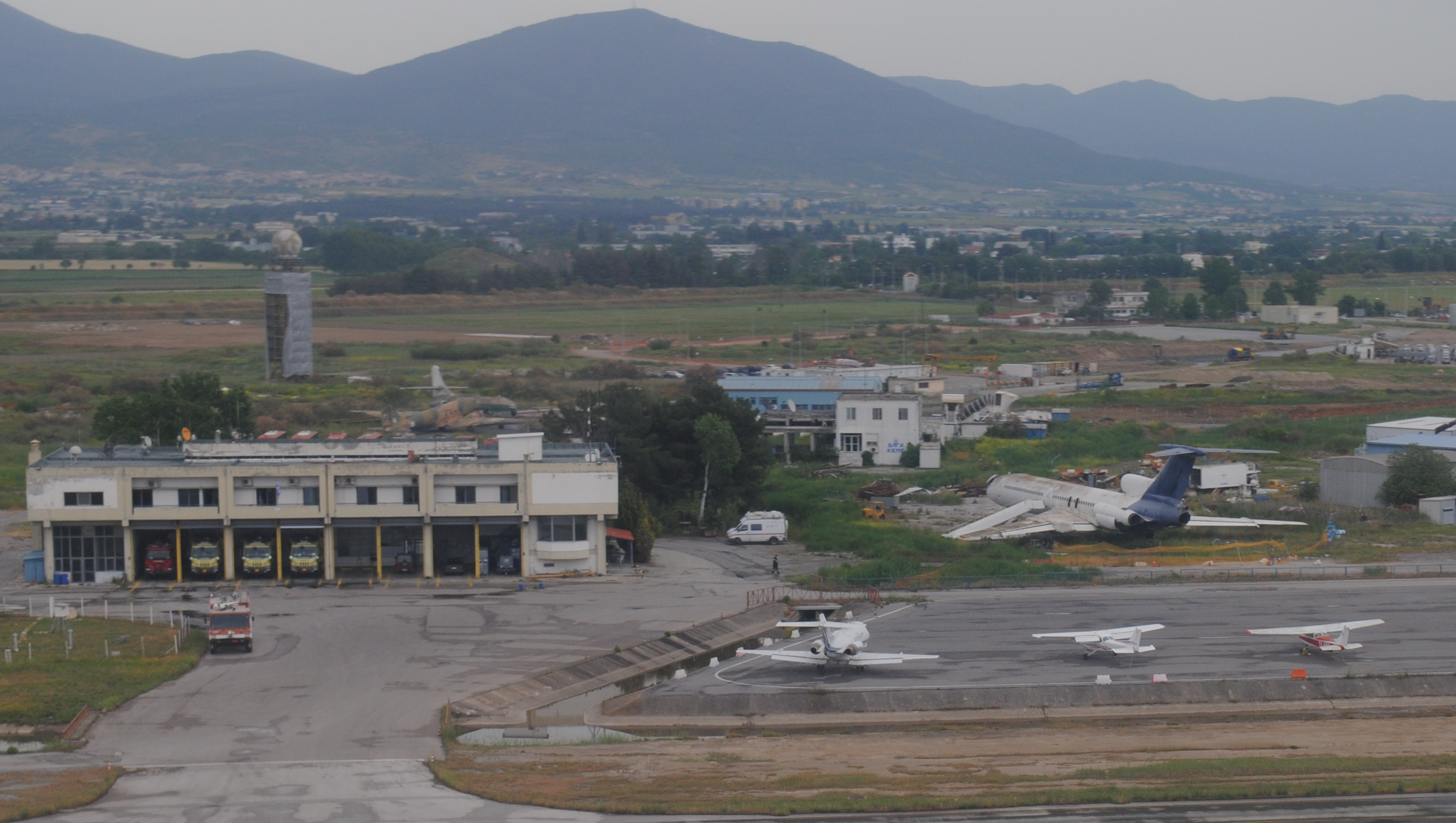
HA-LCR vicino alla caserma dei vigili del fuoco dell'aeroporto internazionale di Salonicco ad aprile 2018.

I piloti hanno fatto atterrare l'aereo molto fluidamente, ma temevano che il carrello d'atterraggio sarebbe crollato lasciando ribaltare ed esplodere il velivolo. Il Tupolev era stato rifornito per il volo di ritorno a Budapest, quindi a bordo c'erano più di 30 tonnellate di carburante per jet. Tuttavia il carrello si è dimostrato robusto. I caratteristici grandi portelli del carrello di atterraggio di Tupolev, dietro cui le ruote sono retratte durante il volo, sono stati usati come slitte facendo da scudo al carrello d'atterraggio, alle ali e ai flap.
Al momento dell'incidente, la Malév, la compagnia di bandiera ungherese, stava eliminando gradualmente i suoi vecchi Tupolev. Malév ispezionò i danni nascosti dell'aereo coinvolto, rendendosi conto che sarebbe stato antieconomico ripararlo, decidendo di donarlo ai vigili del fuoco dell'aeroporto di Salonicco. Per diversi anni hanno seguito un addestramento sull'ex HA-LCR volto a far fronte a qualsiasi emergenza coinvolgente un aereo. Questo fino alla fine del 2018, quando è stato demolito.